# Erwin Fiedor
Pour les articles homonymes, voir Fiedor.
Erwin Fiedor, né le 20 mai 1943 à Koniaków et mort le 14 février 2012 au même lieu, est un coureur polonais du combiné nordique et sauteur à ski.

## Biographie
Il représente les clubs Górnik Katowice (pl), WKS Zakopane (pl) et ROW Koniaków.
Chez les juniors, il gagne sept titres nationaux. En combiné nordique, il remporte le titre de champion de Pologne en 1964 et en saut à ski, il est champion en 1967 (grand tremplin) et 1968 (petit et grang tremplin).
Internationalement, son meilleur résultat date de 1964, lorsqu'il prend la deuxième place au Festival de ski de Holmenkollen. En 1964, il prend part aussi aux Jeux olympiques d'Innsbruck, prenant la quatorzième place du combiné.
Aux Jeux olympiques d'hiver de 1968, à Grenoble, il est dix-huitième en combiné ainsi que deux fois trentième en saut à ski.
Il prend part aussi aux Championnats du monde en 1966 et 1970.
Après sa carrière sportive, il devient entraîneur à Koniaków, s'occupant de Jan Legierski et Stanisław Kawulok.